# Boris Polo Mosquera
Boris Polo Mosquera (Buenaventura, Colombia, 26 de mayo de 1991) es un futbolista colombiano que juega de centrocampista.

## Clubes
| Club                | País        | Año         |
| ------------------- | ----------- | ----------- |
| Atlético Nacional   | Colombia    | 2007 - 2010 |
| Once Caldas         | Colombia    | 2010 - 2012 |
| Deportes Tolima     | Colombia    | 2013        |
| Águilas Doradas     | Colombia    | 2014        |
| Jaguares de Córdoba | Colombia    | 2015        |
| Independiente       | El Salvador | 2015 - 2016 |
| Atlético Huila      | Colombia    | 2016        |
| El Vencedor         | El Salvador | 2019        |

## Palmarés

### Campeonatos nacionales
| Título                        | Club              | País     | Año  |
| ----------------------------- | ----------------- | -------- | ---- |
| Campeonato Juvenil (Colombia) | Atlético Nacional | Colombia | 2007 |
| Torneo Finalización           | Once Caldas       | Colombia | 2010 |